# Pocahontas, Illinois
Pocahontas är en ort (village) i Bond County i Illinois. Vid 2010 års folkräkning hade Pocahontas 784 invånare.
Countrysångerskan Gretchen Wilson är från samhället.